# Liart
Liart – miejscowość i gmina we Francji, w regionie Grand Est, w departamencie Ardeny.
Według danych na rok 1990 gminę zamieszkiwało 587 osób, a gęstość zaludnienia wynosiła 44 osoby/km².

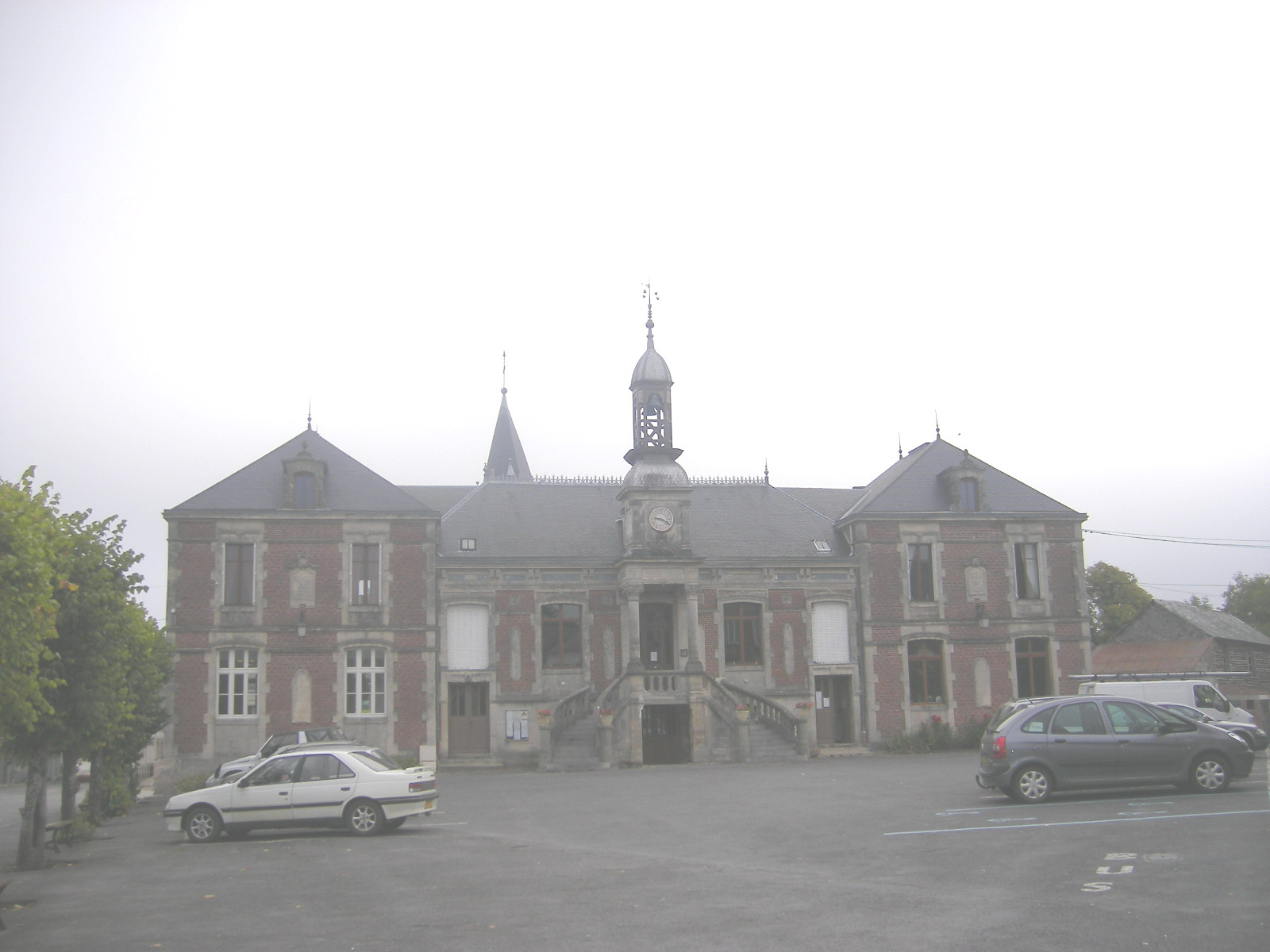
Ratusz w Liart, 2007
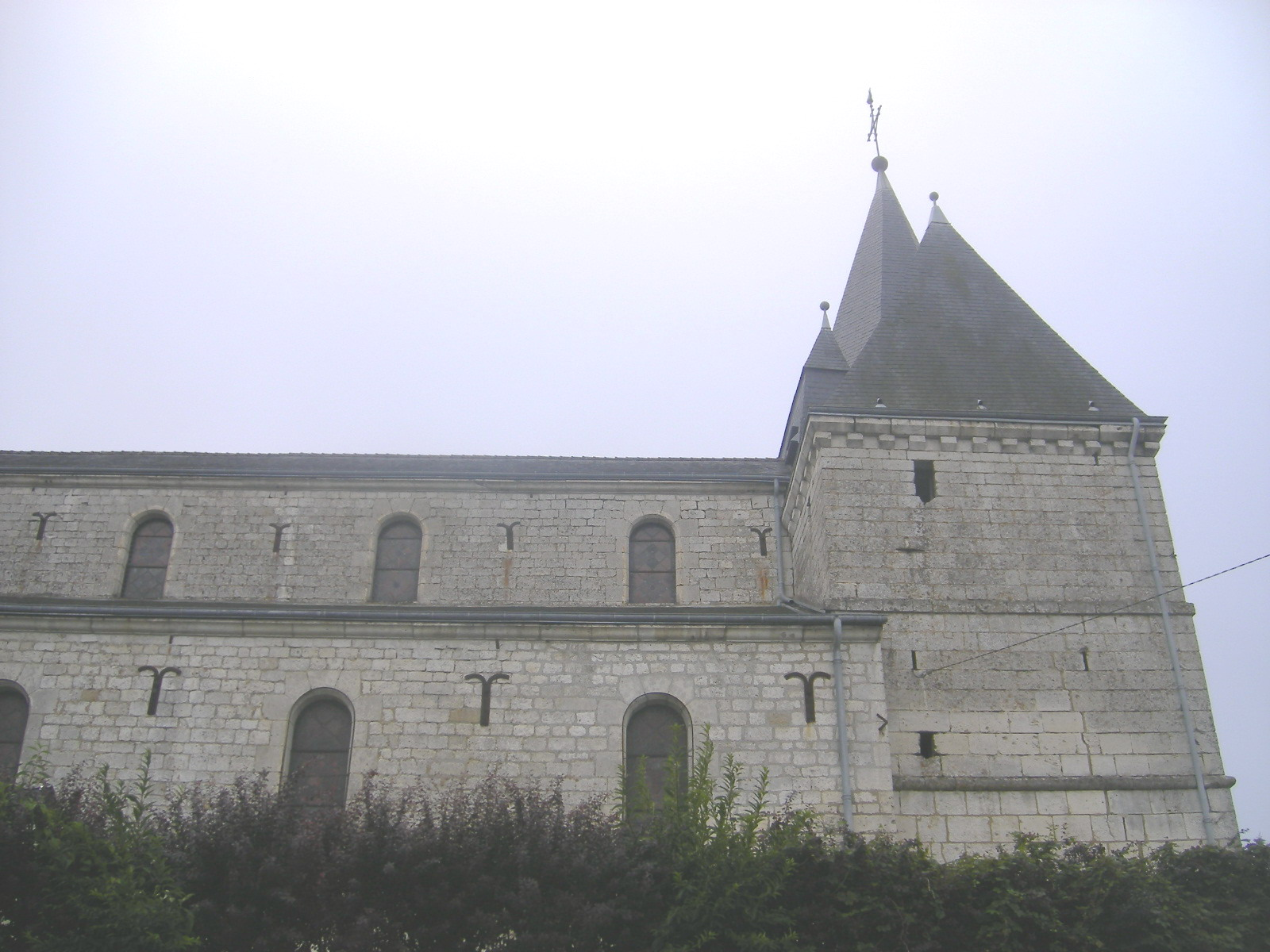
Kościół w Liart, 2007